# Ljudmila Bělousovová
Ljudmila Jevgeněvna Bělousovová (rusky Людмила Евгеньевна Белоусова; 22. listopadu 1935 Uljanovsk, Sovětský svaz – 29. září 2017 Lake Placid, USA) byla ruská krasobruslařka, která dvakrát získala olympijské zlato v krasobruslení sportovních dvojic. Se svým manželem Olegem Protopopovem zvítězila na zimních olympijských hrách v Innsbrucku v roce 1964 a znovu o čtyři roky později na ZOH v Grenoblu.
Manželé se také stali čtyřnásobnými mistry světa a Evropy, ze světových šampionátů měli dále tři stříbrné a jednu bronzovou medaili. Na mistrovství Evropy byli ještě čtyřikrát druzí.
V roce 1979 emigrovali ze Sovětského svazu do Švýcarska. Usadili se v Grindelwaldu a v roce 1995 získali švýcarské občanství.
Ljudmila Bělousovová zemřela ve věku 81 let.

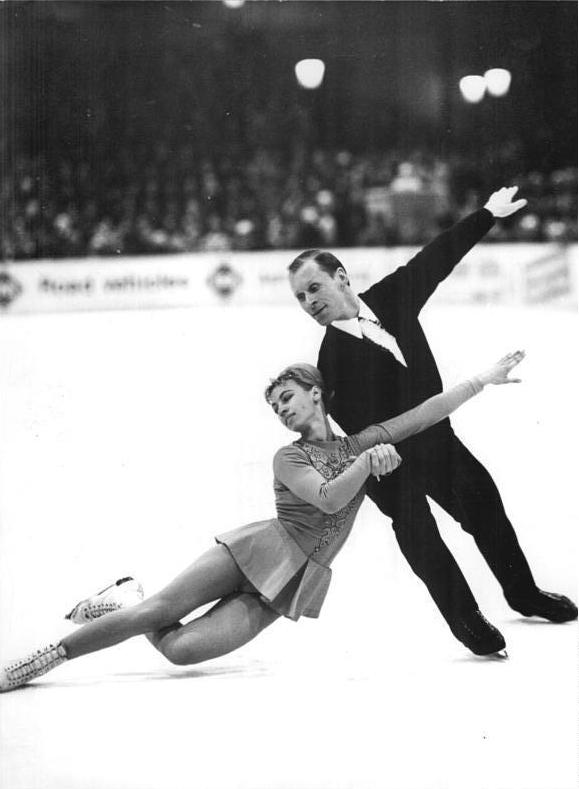
Bělousovová a Protopopov v roce 1968